# Pocket Fighter
Pocket Fighter (ポケットファイター?) è un videogioco picchiaduro sviluppato e reso pubblico dalla casa giapponese Capcom, originariamente per la piattaforma arcade CPS II, il 4 settembre 1997. In America è stato distribuito con il titolo Super Gem Fighter Mini Mix.
Convertito sia per Sony PlayStation che PlayStation 2 (quest'ultima sua apparizione avviene nella collana Street Fighter Alpha Anthology), in entrambi i prodotti, sia nell'uscita per l'Europa che quello per l'America, il titolo è risultato essere l'originale, ovvero Pocket Fighter. È stato convertito anche per Sega Saturn e WonderSwan.
Personaggi in "super deformed", ovvero "anatomicamente" irreali, dalla testa spropositata e dal corpo minuscolo, già apparsi in Super Puzzle Fighter II Turbo, un puzzle game sempre edito dalla Capcom, in questo titolo si sfidano in duello, ognuno per un determinato motivo.
Molti sono anche i cameo, "comparse terziarie", dai vari videogiochi Capcom, tutte tratteggiate ed animate umoristicamente negli sfondi: Balrog, Demitri, M. Bison e molti altri sono i partecipi.

## Modalità di gioco
Oltre al combattimento base, durante le svariate battaglie, sia in singolo giocatore che in multigiocatore, è possibile racimolare gemme in grado di potenziare uno dei tre attacchi speciali a disposizione del personaggio scelto (modalità di gioco attinente a quella di Red Earth).
Tra i tanti oggetti curiosi, è possibile recuperare l'energia collisionandosi con prosciutti, polli arrosto, tartine e cibi vari; contrariamente, per arrecare danno all'avversario, si possono utilizzare sfere sigillatrici di poteri elementali, quali tuono, acqua, terra, veleno, pietra ecc.
Ogni personaggio possiede una determinata sfera personale (es. Tessa partecipa ai duelli cominciando con una sfera "ghiaccio" come supporto). Inoltre, ci sono alcuni attacchi speciali in grado di rimuovere le gemme all'avversario, se ben attestati.
Ci sono, nell'interfaccia, due barre principali (rispettivamente Salute e SUPER!), quest'ultima riempibile sino a nove volte, e tre secondarie (pertinenti agli attacchi: più le si caricano raccogliendo gemme, più gli attacchi acquisiscono potere o caratteristiche aggiuntive).
La giocabilità della serie Street Fighter, solitamente bisognosa di pratica per essere appresa, viene notevolmente semplificata in quest'incarnazione del gioco: un semplice quarto di luna diretto in qualunque direzione, più la pressione di un tasto d'attacco, permette lo sfoggio di un attacco speciale.

## Personaggi giocabili

### Provenienti da Street Fighter
- Ryu - Equilibrato in tutte le abilità, ricerca la fattucchiera Tessa, sicuro del suo aiutarlo a trovare un nuovo avversario; sarà Hauzer il suo nuovo contendente.

- Ken - Alla ricerca di pulzelle con cui bere tè inglese, trovata Morrigan, lo gusta con lei.. ma Eliza, gelosa, lo trascina via. Più veloce di Ryu, ma più fragile.

- Zangief - Nerboruto ma lentissimo. Cerca l'artista musicale Felicia, per convincerla ad allestire uno dei suoi spettacoli in Russia.

- Chun-Li - Scialbetta ma veloce, viene incaricata di ritrovare un animale fuggito dallo zoo della città. Scambia Felicia per quell'animale, ma poi si accorge dell'errore. Come incarico successivo, viene lei chiesto di ritrovare proprio Felicia.

- Sakura - Rapida ma delicata, idolatra Ryu. Trovatolo, Ryu le propone l'allenamento solo se Sakura risulterà vincente contro di lui.

- Ibuki - L'unico personaggio originario da Street Figher III giocabile; gli altri compaiono come comparse terziarie. Golosa di gelati alla crema, sconfitta Sakura, viene a conoscenza da parte sua di una gelateria molto rinomata in Harajuku. Casualmente si imbatte in Guy, sfidandolo: perde, perché Guy le getta addosso una patata rovente.

### Provenienti da Darkstalkers
- Morrigan - Personaggio preciso. Tenta di rintracciare Chun-li per mostrarle la sua bellezza soggiogante. Dopo averla sconfitta, inizia a vaneggiare sulla sua beltà, per poi essere subito riportata alla serietà dalla sorella, Lilith, attorniata da numerosi ragazzi, attratti dai suoi feromoni. Torna al castello imperversando, desiderosa di rivalsa.

- Hsien-Ko (Lei-Lei in Giappone) - Lei e la sorella Mei-Ling (Lin Lin nel titolo qui descritto) cercano Zangief per ottenere un lavoro part-time, a mezza giornata. È un personaggio rapido.

- Felicia - Felicia investiga su Ken, per scoprire se la voglia o no approvare come futura stella del cinema. Anch'ella è fugace e rapida nel combattimento.

### Personaggi da Red Earth
- Tessa (Tabasa in Giappone) - Tessa desidera la bacchetta magica di Hsien-ko. Trovatolo in forma d'uccello, va via delusa.

### Personaggi "Nascosti"
- Dan - Personaggio equilibrato; Dan cerca un discepolo che apprenda e diffonda il suo stile di combattimento. Trovata Sakura, la sconfigge e le impone di imparare lo stile. Tre giorni dopo, Sakura, sconfiggendo Dan col suo stesso stile, torna alla sua vita di sempre e si disfa dello stile, assieme al presuntuoso maestro. Lo si seleziona semplicemente posizionando il puntatore all'angolo alto sinistro dello schermo.

- Akuma (Gouki in Giappone) - Personaggio potente; Akuma, stanco della sua isola, ormai luogo frequentato da turisti, quindi inadatto ai suoi potenziamenti, cerca qualcuno disposto ad affidargli un luogo analogo o migliore. Hsien-ko lo incontra e gli concede un cimitero, in cui allenarsi la notte tarda contro i morti viventi. Akuma accetta e, soddisfatto, combatte contro i defunti. Akuma è selezionabile posizionando il cursore nel lato opposto a quello in cui Dan è selezionabile.